# لويس جيفيرسون إيشير
لويس جيفيرسون إيشير (بالبرتغالية: Luiz Jefferson Escher‏) لاعب كرة قدم برازيلي ولد في 28 يونيو 1987، يلعب في موقع مهاجم في صفوف نادي الكوكب المراكشي المغربي.

## سيرته الرياضية
انطلقت مسيرة لويس جيفيرسون بنادي ماتسوبارا بالبرازيل حيث تألق بتسجيله عشرين هدفا في 32 مباراة في موسم 2007-2008. في 2008 انتقل إلى نادي الكوكب المراكشي حيث فرض نفسه كمهاجم واعد في الدوري المغربي، قبل أن ينتقل إلى نادي الوداد الرياضي، في يونيو 2010، وفق صفقة ناهزت 900 ألف درهم مغربي براتب شهري بلغ 20 ألف درهم. لم يستطع جيفيرسون أن يثبت رسميته في الوداد، فعاد إلى ناديه الأول في المغرب، الكوكب المراكشي، في دجنبر 2010، حيث أنهى معه غمار موسم 2010-2011، وهو الموسم الذي نزل فيه الفريق إلى الدرجة الثانية.

في شتنبر 2011، سينتقل جيفيرسون إلى نادي المغرب الفاسي، حيث سيحقق أنجح مواسمه في الدوري الاحترافي المغربي، رفقة مدرب الفريق آنذاك رشيد الطاوسي، حيث فاز كأس الاتحاد الإفريقي 2011 وبالكأس الأفريقية الممتازة 2012 وبكأس العرش 2011.

في موسم 2012-2013، شكل جيفيرسون ركيزة أساسية في هجوم الفريق، تحت إمرة المدرب الجزائري عز الدين آيت جودي، قبل أن ينتقل في في شهر يناير 2014 إلى نادي الكوكب المراكشي.

## إحصائياته
| المواسم   | النادي          | عدد مرات الظهور | عدد الأهداف |
| --------- | --------------- | --------------- | ----------- |
| 2007-2008 | نادي ماتسوبارا  | 32              | 20          |
| 2008-2010 | الكوكب المراكشي | 24              | 6           |
| 2010-2011 | الوداد البيضاوي | 10              | 1           |
| 2010-2011 | الكوكب المراكشي | 8               | 2           |
| 2011-2014 | المغرب الفاسي   | 28              | 8           |
| منذ 2014  | الكوكب المراكشي | ..              | ..          |

## وصلات خارجية
- لويس جيفيرسون إيشير على موقع قاعدة بيانات كرة القدم.إي يو (الإنجليزية)

- جذاذة تعريفية للويس جيفيرسون إيشير من موقع footballdatabase.eu